# Control (dal)
A Control Janet Jackson amerikai énekesnő negyedik kislemeze harmadik, Control című albumáról. A dalt Jackson, Jimmy Jam és Terry Lewis írták. A Control album címadó dala arról szól, hogy Janet már felnőtt, és nem akarja hagyni, hogy mások irányítsák az életét.
A dal 1988-ban Soul Train Music Awardot nyert legjobb R&B/Soul vagy rap videóklip kategóriában. Szerepel a Rock & Roll Hall of Fame „500 dal, ami formálta a rock and rollt” listáján.

## Fogadtatása
A dal az Egyesült Államokban a Billboard Hot 100 ötödik helyéig jutott (ezzel Janetnek egyvégtében négy top 5 dala volt a listán), a Hot R&B/Hip-Hop Singles & Tracks és a Hot Dance Club Play listán az első helyre, az 1987 év végi összesített Hot 100 slágerlistán a 37. helyre, az összesített R&B/hiphop slágerlistán az 5. helyre. Az 1987-ben legtöbb példányban elkelt 12" formátumú kislemezek közül a 9. volt.
Jackson majdnem minden turnéján előadta a dalt, a janet. turné volt az egyetlen, ahol nem.

## Videóklip és remixek
A kilencperces videóklipet Mary Lambert rendezte. A klip elején Janet a szüleivel veszekszik, mert nem akarják engedni, hogy különköltözzön. Az anyját Ja’net DuBois alakítja, akivel Jackson együtt szerepelt a Good Times tévésorozatban az 1970-es években. A vita után Janet távozik a házból; az úton találkozik Jimmy Jammel, Terry Lewisszel, Jellybean Johnsonnal és Jerome Bentonnal. Egy koncertterembe mennek, ahol Janet előadja a dalt; ezt a Los Angeles-i Grand Olympic Auditoriumban vették fel. A klip koreográfusa Paula Abdul volt.
A rendező Lambert és a producer Sharon Oreck szerint is nagy kihívás volt leforgatni a klipet. Oreck 2011-ben rémálomként emlékezett vissza rá. A jelenlévő statiszták, akiknek mondták, hogy Janet Jackson fog fellépni, ingyen koncertre számítottak. „Ehelyett azt kellett végignézniük ötvenszer, ahogy Janet playbackről énekli a Controlt” – emlékszik vissza Oreck. Janet épp ebben az időben rúgta ki apját, Joe Jacksont mint menedzsert. Joe dühös volt és durván viselkedett mindenkivel. Közölte Oreckkel, hogy nem engedi, hogy Janet felüljön arra a trapézra, amin a klipben leereszkedik a színpadra, csak ha kötnek rá egy egymillió dolláros biztosítást. Oreck beszámolt erről a lemezcégnek, akik azt válaszolták: „Ne mondjon neki semmit, de ne mondjon neki nemet, mert Joe Jacksonnak nem mondunk nemet.” A kitérő manőver nem járt sikerrel, és Joe egyre agresszívabb lett, míg végül Lambert közölte a kiadóval, hogy Oreck és ő nem dolgoznak tovább a klipen, ha nem mondják Joe Jacksonnak azt, hogy Janet biztosítva van.
A forgatás közben újabb probléma merült fel: a kiadó közölte Lamberttel, hogy szeretné, ha több fehér embert lehetne látni a közönség soraiban. Egyszerű átültetés álcája alatt a rendező megpróbálta az első sorokba irányítani őket, de a tömeg rájött, mi történik, és az emberek feldühödtek. Lambert közölte a lemezcég képviselőjével, hogy így nem folytatja a forgatást, mert a tömeg erőszakossá válhat, mire a cég képviselője kiment a közönség elé és elmagyarázta a helyzetet, hogy megnyugtassa őket.
A klipben a dalnak nem az albumon hallható változata hallható, hanem a Control: The Remixes remixalbum nyitódala, a Video Mix. A Control videóklipje 1988-ban elnyerte a Soul Train Music Awardot legjobb R&B/soul vagy rap videóklip kategóriában, olyan sztárokat legyőzve, mint Michael Jackson, Whitney Houston és Jody Watley.

### Hivatalos remixek, változatok listája
- Album version (5:53)
- 7" Edit (3:26)
- A Cappella (3:56)
- Design of a Decade US edit (5:15)
- Dub Version (5:55)
- Extended Mix (7:33)
- Video Mix (6:02)
- Video Mix Edit (4:35)

## Számlista[2]
| 7" kislemez (USA) 1. Control (7" Video Mix Edit) – 4:35 2. Control (7" Video Mix Edit) – 4:35 7" kislemez (USA, Egyesült Királyság) 1. Control (7" Video Mix Edit) – 4:35 2. Pretty Boy – 6:32 7" kislemez (USA, Egyesült Királyság) 1. Control (7" Edit) – 3:26 2. Pretty Boy – 6:32 7" kislemez (Németország, Japán) 1. Control (7" Edit) – 3:26 2. Fast Girls – 3:18 | 12" maxi kislemez (USA, Németország) 1. Control (Extended) – 7:33 2. Control (Dub Version) – 5:55 3. Control (A Cappella) – 3:55 12" maxi kislemez (USA, Egyesült Királyság, Ausztrália) 1. Control (Video Mix) – 7:33 2. Control (Dub Version) – 5:55 3. Control (A Cappella) – 3:55 12" maxi kislemez (Egyesült Királyság) 1. Control (Extended) – 7:33 2. Control (Edit) – 3:26 3. Control (Dub Version) – 5:55 4. Pretty Boy – 6:32 |

## Helyezések
| Slágerlista (1986/1987)                         | Legmagasabb helyezés |
| ----------------------------------------------- | -------------------- |
| USA Billboard Hot 100                           | 5                    |
| USA Billboard Hot R&B/Hip-Hop Singles & Tracks  | 1                    |
| USA Billboard Hot Dance Music/Club Play         | 1                    |
| USA Billboard Hot Dance Music/Maxi-Single Sales | 2                    |
| USA ARC Weekly Top 40                           | 3                    |
| Ausztrál ARIA Top 50                            | 82                   |
| Belga kislemezlista (Flandria)                  | 20                   |
| Brit kislemezlista                              | 42                   |
| Holland kislemezlista                           | 12                   |
| Kanadai kislemezlista                           | 18                   |
| Új-zélandi kislemezlista                        | 16                   |
| Éves összesített slágerlista (1987)             | Helyezés             |
| USA Billboard Hot 100                           | 37                   |